# Zamfirești (Cepari), Argeș
Zamfirești este un sat în comuna Cepari din județul Argeș, Muntenia, România.